# Сураид
Сураи́д (фр. Souraïde) — коммуна во Франции, находится в регионе Аквитания. Департамент — Атлантические Пиренеи. Входит в состав кантона Баигюра-э-Мондаррен. Округ коммуны — Байонна.
Код INSEE коммуны — 64527.

## География

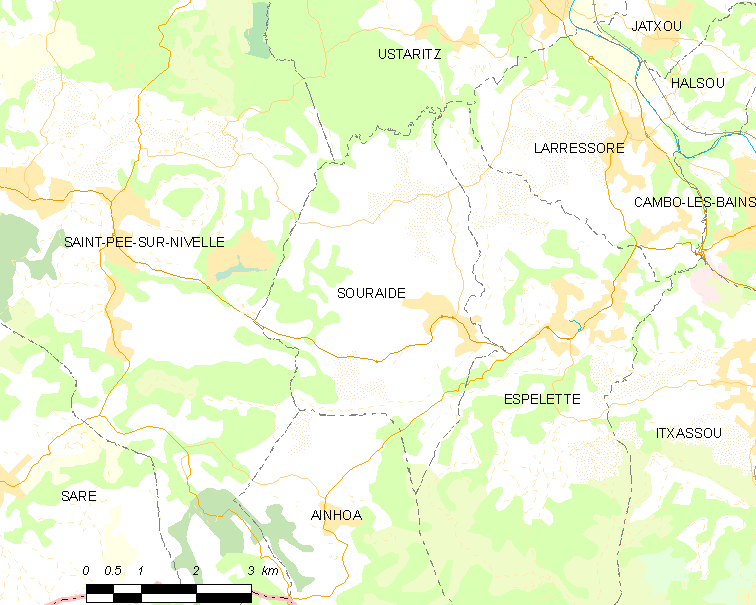
Карта коммуны

Коммуна расположена приблизительно в 680 км к юго-западу от Парижа, в 185 км юго-западнее Бордо, в 90 км к западу от По.

## Климат
Климат тёплый океанический. Зима мягкая, средняя температура января — от +5°С до +13°С, температуры ниже −10 °C бывают редко. Снег выпадает около 15 дней в году с ноября по апрель. Максимальная температура летом порядка 20-30 °C, выше 35 °C бывает очень редко. Количество осадков высокое, порядка 1100 мм в год. Характерна безветренная погода, сильные ветры очень редки.

## Население
Население коммуны на 2010 год составляло 1247 человек.
| 1962 | 1968 | 1975 | 1982 | 1990 | 1999 | 2010 |
| ---- | ---- | ---- | ---- | ---- | ---- | ---- |
| 482  | 548  | 620  | 777  | 937  | 1086 | 1247 |

## Администрация
| Период | Период | Фамилия          | Партия                                         | Примечания                               |
| ------ | ------ | ---------------- | ---------------------------------------------- | ---------------------------------------- |
| 1995   | 2014   | Луи Женен        | Союз за французскую демократию → Разные правые | генеральный советник кантона (1995—2008) |
| 2014   | 2020   | Тьерри Сансберро |                                                |                                          |

## Экономика
В 2010 году среди 760 человек трудоспособного возраста (15-64 лет) 595 были экономически активными, 165 — неактивными (показатель активности — 78,3 %, в 1999 году было 71,6 %). Из 595 активных жителей работали 555 человек (287 мужчин и 268 женщин), безработных было 40 (15 мужчин и 25 женщин). Среди 165 неактивных 44 человека были учениками или студентами, 71 — пенсионерами, 50 были неактивными по другим причинам.

## Фотогалерея

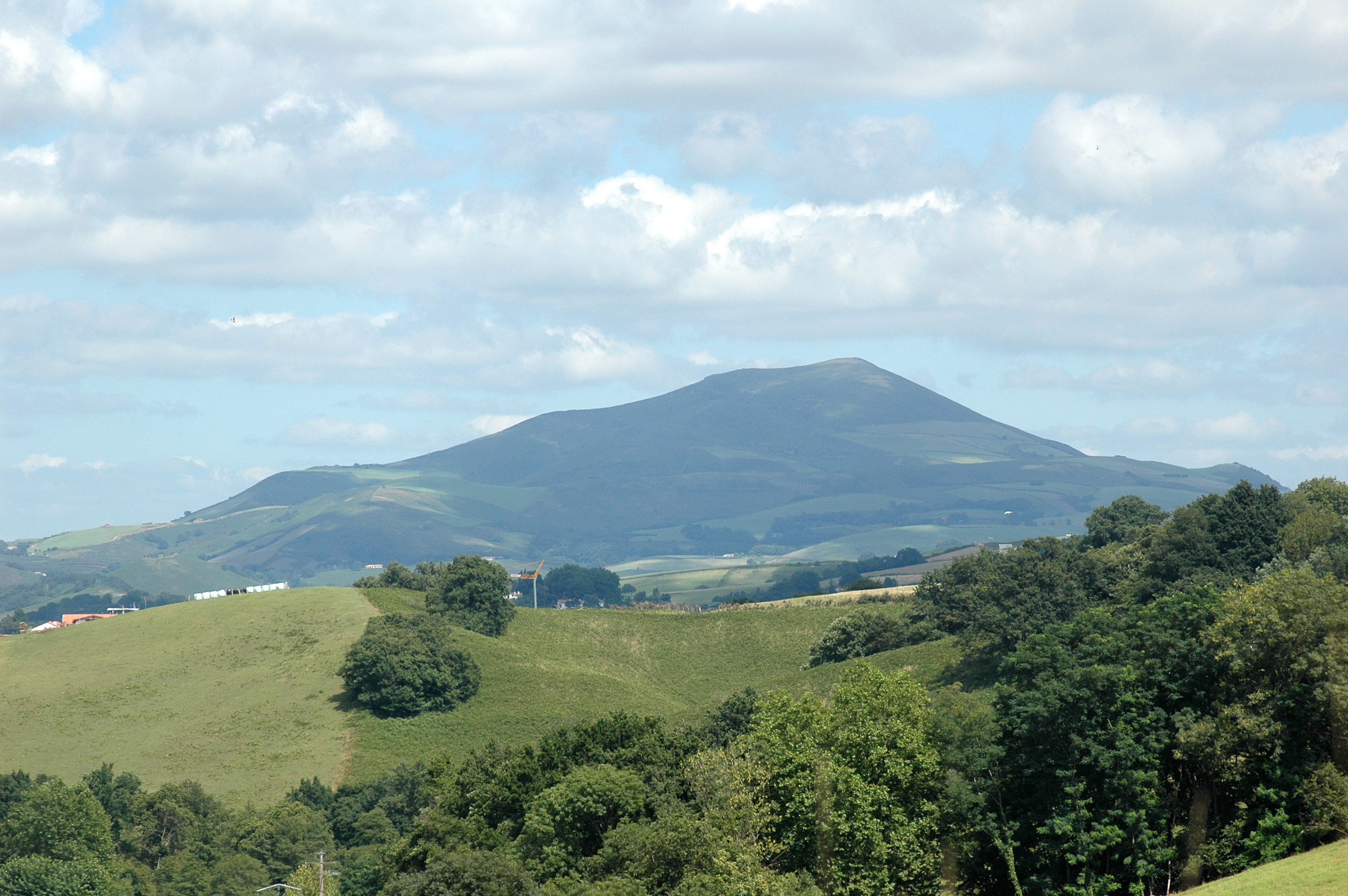
Сураид
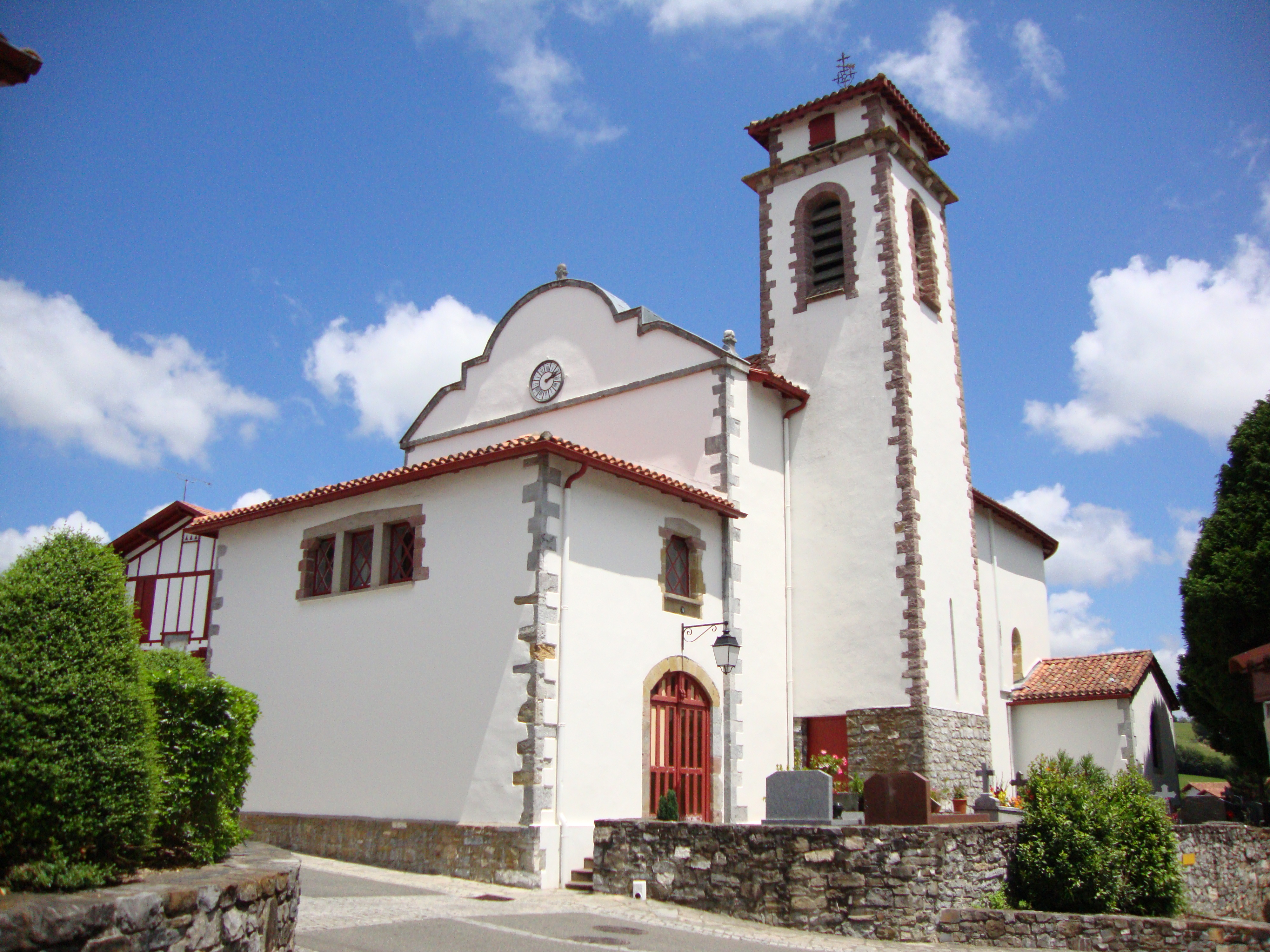
Церковь Св. Иакова
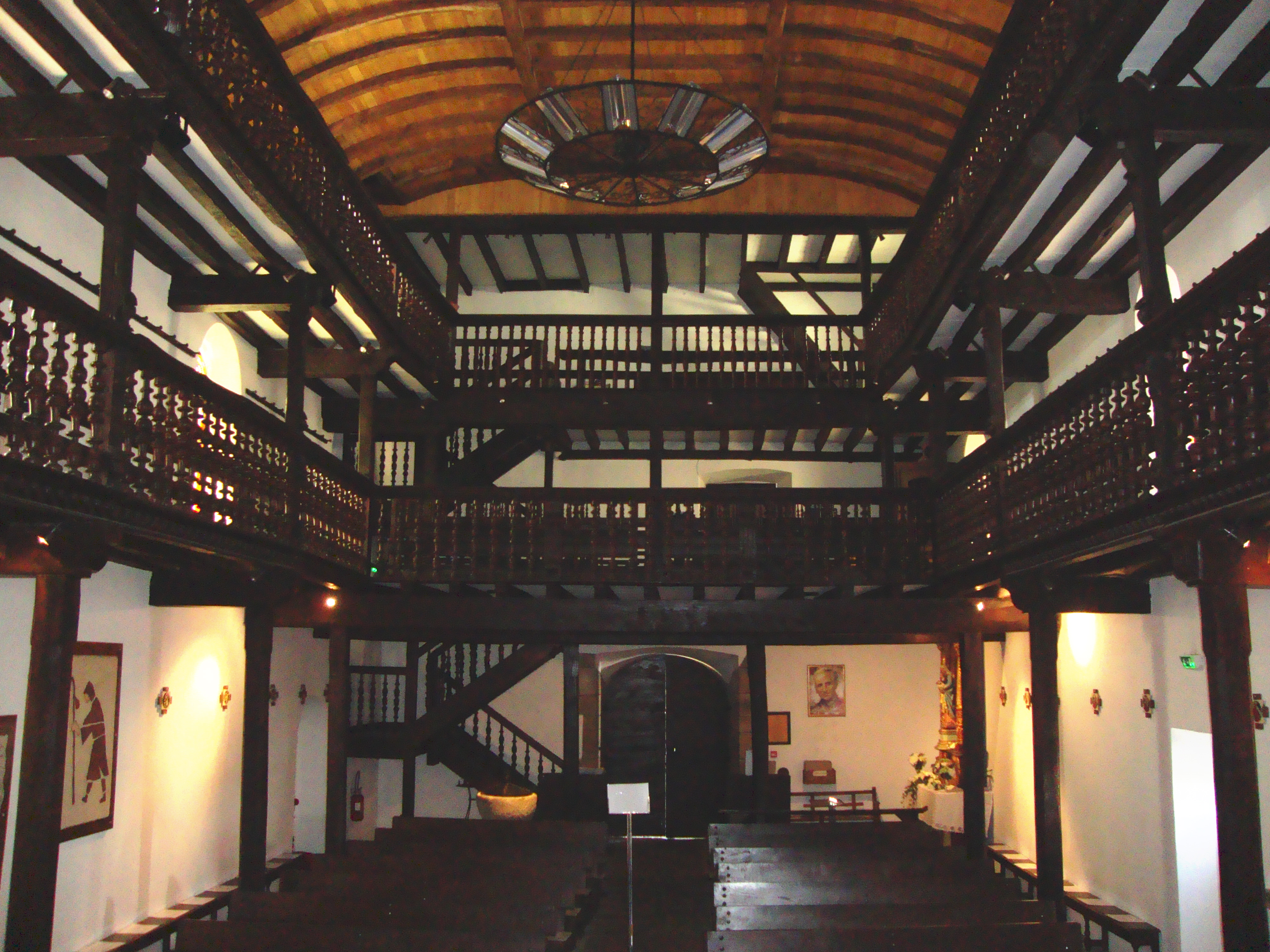
Интерьер церкви Св. Иакова
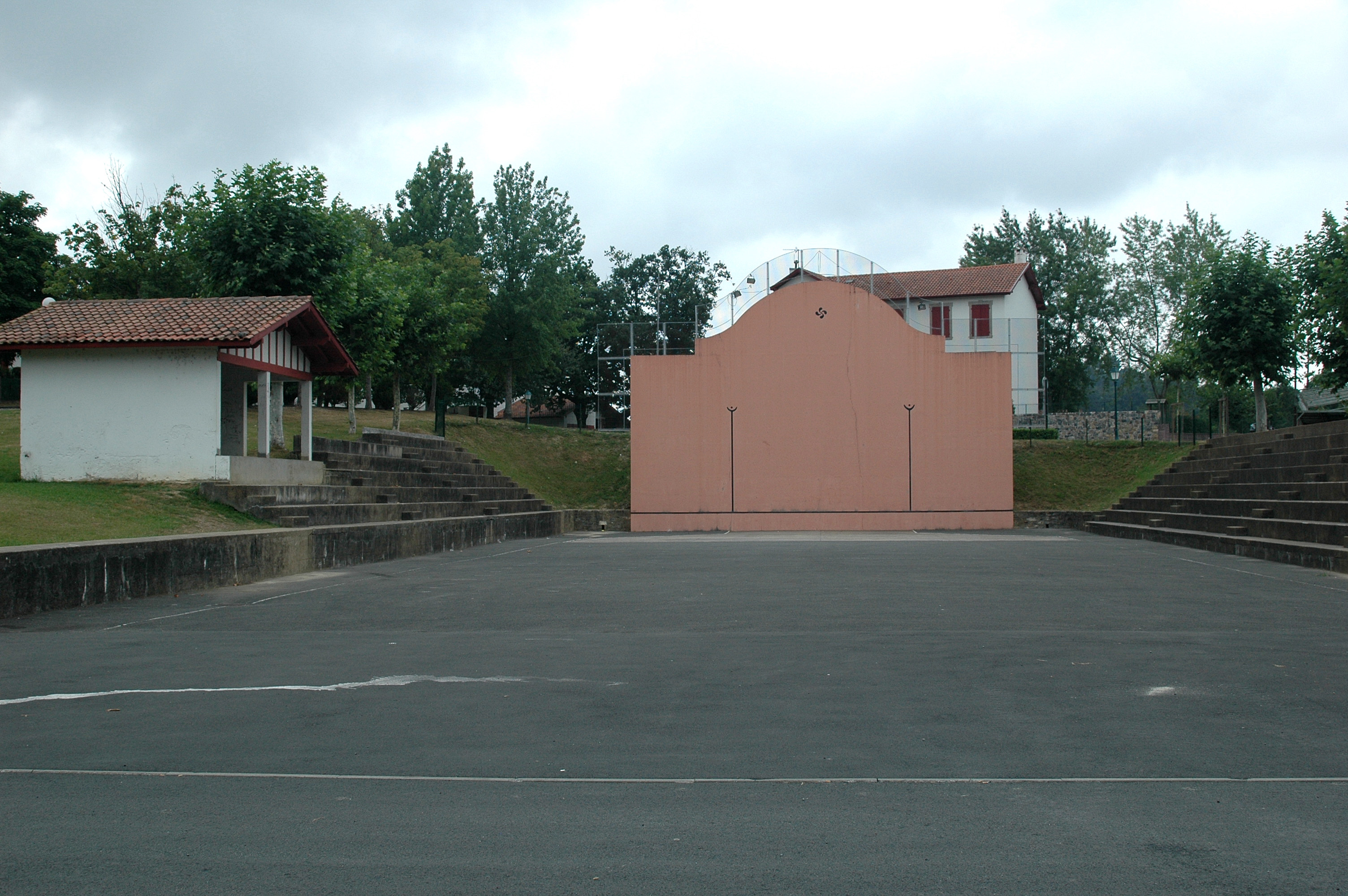
Площадка для игры в пелоту
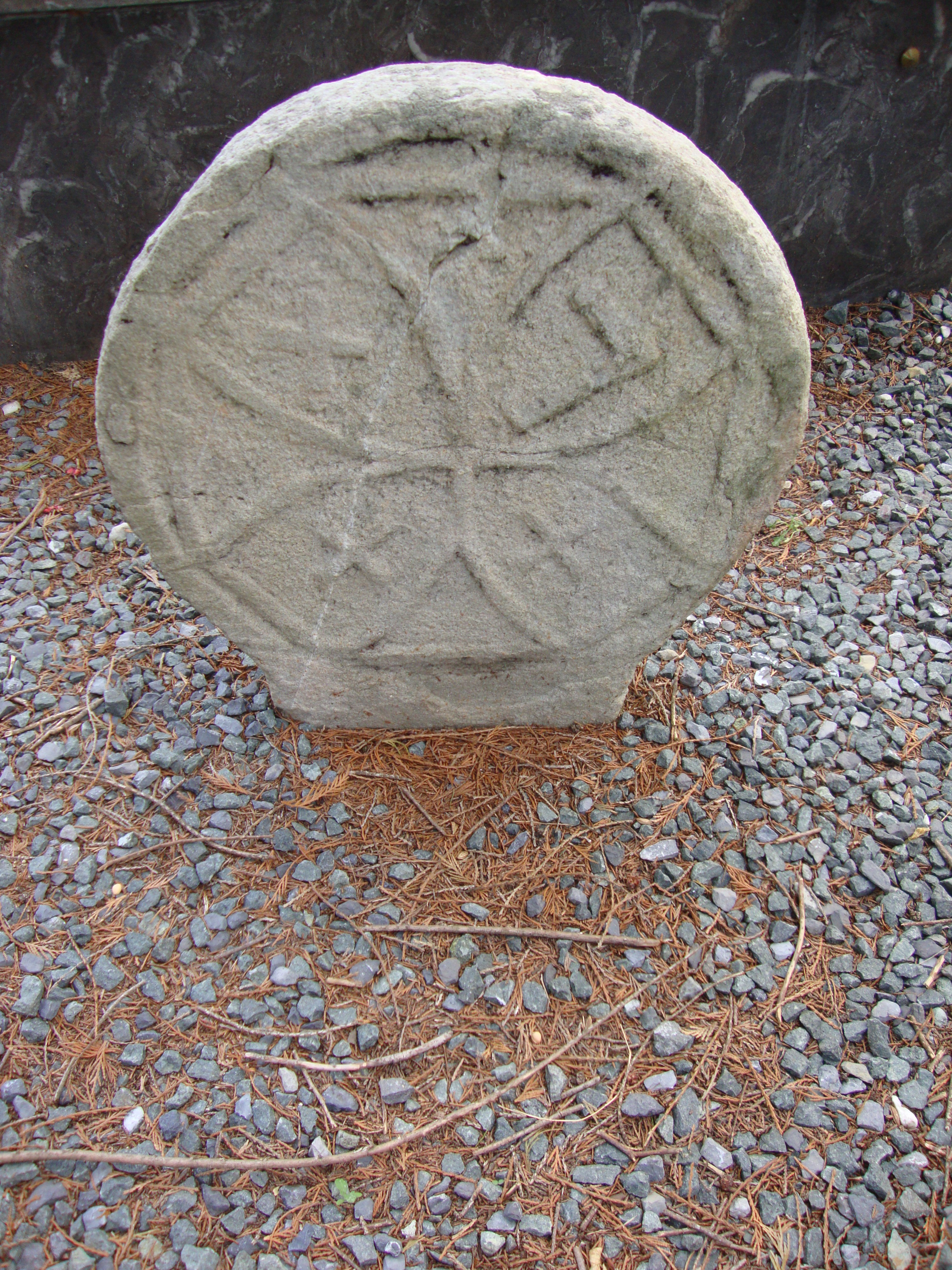
Баскская дискообразная стела